# Xanthia unicolor
Xanthia unicolor là một loài bướm đêm trong họ Noctuidae.